# Агриппина Римская
Агриппина Римская (лат. Agrippina; † 257 или 262) — раннехристианская святая, мученица, почитаемая в исторических церквях. Память в Православной церкви совершается 23 июня (6 июля). Покровительница сицилийского города Минео.

## Жизнеописание
Агриппина родилась и жила в Риме, с детства воспитывалась в христианской вере. Добровольно пошла на мучения, исповедав себя христианкой:

Тело её было избито палками так сильно, что были перебиты кости, после чего её обнажили и заключили в оковы. Но Ангел Господень невидимою рукою разрешил от уз и подкрепил её…
— Димитрий Ростовский. Память святой мученицы Агрипины
Согласно житию, Агриппина была усечена мечом в правление императора Валериана.
Тело Агриппины погребли в Риме. Не позднее начала IV века святые Васса, Павла и Агафоника перенесли её мощи в сицилийский город Минео, где они стали почитаться источником чудотворений. В начале XI века мощи святой Агриппины перенесли в Константинополь.